# Laubach (Cochem-Zell)
Pour les articles homonymes, voir Laubach.
Laubach est une municipalité allemande située dans le land de Rhénanie-Palatinat et l'arrondissement de Cochem-Zell.

## Lieux et monuments
- Couvent de Maria Martental, près de Leienkaul